# Conohypha
Conohypha is een geslacht in de orde Polyporales. De typesoort is Conohypha albocremea. De familie is nog niet met zekerheid bepaald (incertae sedis).

## Soorten
Volgens Index Fungorum telt het geslacht vier soorten (peildatum mei 2022):
| Soortnaam             | Auteur(s)                | Publicatiejaar |
| --------------------- | ------------------------ | -------------- |
| Conohypha albocremea  | (Höhn. & Litsch.) Jülich | 1975           |
| Conohypha grandispora | Dhingra                  | 2004           |
| Conohypha grandispora | Dhingra                  | 2019           |
| Conohypha terricola   | (Burt) Jülich            | 1976           |